# Комитет Лорда-председателя
Комитет Лорда-председателя (англ. Lord President's Committee) — комитет кабинета министров Великобритании, действовавший во время Второй мировой войны. Комитет был создан в качестве центрального координационного центра для решения ключевых вопросов функционирования британской экономики в условиях военного времени. Возглавлялся комитет по должности лордом-председателем Тайного совета, который, формально являясь четвёртым по значимости высшим сановником Великобритании, на этом посту играл ключевую роль в политике страны. Эту должность занимали:
- Невилл Чемберлен (11 мая — 3 октября 1940)
- Сэр Джон Андерсон (3 октября 1940 — 24 сентября 1943)
- Клемент Эттли (24 сентября 1943 — 23 мая 1945).

Уинстон Черчилль, учитывая накопленный положительный опыт работы Комитета Лорда-председателя, создал его аналог во время своего третьего премьерства в 1951—1955.